# بهمن عسگری
بهمن عسگری غنچه (زاده ۳۰ آذر ۱۳۷۰) کاراته‌کا اهل ایران است. عسگری در مسابقات قهرمانی جهان مادرید در سال ۲۰۱۸ به مدال طلا رسید و یکی از پر افتخارترین کاراته کای ایران به شمار میرود. بهمن عسگری طبق اعلام آخرین رنکینگ ورودی المپیک ۲۰۲۰ ژاپن نفر اول وزن ۷۵- کیلوگرم بود و بر این اساس سهمیه المپیک ۲۰۲۰ توکیو را کسب نموده‌ بود.

## زندگی‌نامه
در سن ۱۰ سالگی ورزش  کاراته را آغاز نمود و پس کسب عناوین مختلف قهرمانی در رده‌های سنی پایه از سال ۱۳۸۷ به عضویت تیم ملی درآمد و در حال حاضر نیز ملی پوش وزن منهای ۷۵ کیلوگرم تیم کاراته جمهوری اسلامی ایران و یکی از پرافتخارترین کاراته کاهای جهان می‌باشد.

### تحصیلات
وی فارغ‌التحصیل مقطع کارشناسی ارشد رشته تربیت بدنی با گرایش مدیریت بازاریابی ورزشی است.

### المپیک ۲۰۲۰ ژاپن
بهمن عسگری طبق اعلام آخرین رنکینگ ورودی المپیک ۲۰۲۰ ژاپن نفر اول وزن ۷۵- کیلوگرم می‌باشد و بر این اساس سهمیه المپیک ۲۰۲۰ توکیو را کسب نموده‌است.

### مسابقات قهرمانی آسیا ۲۰۲۳
بهمن عسگری در اولین مسابقه خود با نتیجه ۲ بر یک ناظیم نورلانف از قرقیزستان را شکست داد و در دومین مسابقه خود با نتیجه ۳ بر صفر مقابل کوونچبک مخمدیف از ازبکستان به پیروزی رسید.
نماینده وزن ۷۵- آقایان کشورمان در دیدار نیمه نهایی با نتیجه ۳ بر ۲ سلطان الزهرانی از عربستان را شکست داد و با اقتدار فینالیست این مسابقات شد و در دیدار فینال نیز با نتیجه ۳ بر ۲ مغلوب حریف قزاقستانی شد و به مدال  نقره این مسابقات بسنده کرد.

## افتخارات
از افتخارات وی می‌توان به کسب ۴ مدال طلا بزرگسالان در مسابقات جهانی کاراته در سالهای ۲۰۱۴ ،۲۰۱۶ و ۲۰۱۸ و نشان طلای بازیهای آسیایی ۲۰۱۸ و ۴ مدال طلا یک نقره و برنز آسیا اشاره کرد.